# Damernas masstart vid världsmästerskapen i skidskytte 2015
Damernas masstart vid skidskytte‐VM 2015 avgjordes söndagen den 15 mars 2015 med start klockan 14:30 (EET) i Kontiolax i Finland. Distansen som kördes var 12,5 kilometer.
Detta var damernas fjärde och sista individuella tävling i mästerskapet och vanns av Valj Semerenko. 

## Tidigare världsmästare i masstart
| År   | Ort                  | Mästare          |
| ---- | -------------------- | ---------------- |
| 2007 | Antholz              | Andrea Henkel    |
| 2008 | Östersund            | Magdalena Neuner |
| 2009 | Pyeongchang          | Olga Zajtseva    |
| 2010 | Chanty-Mansijsk      | Tävlades inte i  |
| 2011 | Chanty-Mansijsk      | Magdalena Neuner |
| 2012 | Ruhpolding           | Tora Berger      |
| 2013 | Nové Město na Moravě | Darja Domratjeva |

## Resultat
Totalt 30 tävlande deltog i tävlingen.
| Placering | Namn                         | Land      | Tid     | Straffrundor (L + L + S + S) | Straffrundor (L + L + S + S) |
| --------- | ---------------------------- | --------- | ------- | ---------------------------- | ---------------------------- |
| 1         | Valj Semerenko               | Ukraina   | 34.32,9 | 0                            | (0 + 0 + 0 + 0)              |
| 2         | Franziska Preuß              | Tyskland  | 34.39,1 | 1                            | (0 + 0 + 0 + 1)              |
| 3         | Karin Oberhofer              | Italien   | 34.45,5 | 2                            | (1 + 1 + 0 + 0)              |
| 4         | Darja Domratjeva             | Belarus   | 34.47,6 | 2                            | (0 + 0 + 2 + 0)              |
| 5         | Gabriela Soukalová           | Tjeckien  | 34.59,1 | 1                            | (0 + 0 + 0 + 1)              |
| 6         | Franziska Hildebrand         | Tyskland  | 35.04,6 | 0                            | (0 + 0 + 0 + 0)              |
| 7         | Laura Dahlmeier              | Tyskland  | 35.12,8 | 2                            | (0 + 1 + 0 + 1)              |
| 8         | Marie Dorin Habert           | Frankrike | 35.13,9 | 3                            | (0 + 2 + 0 + 1)              |
| 9         | Anaïs Bescond                | Frankrike | 35.14,4 | 2                            | (0 + 1 + 0 + 0)              |
| 10        | Jekaterina Sjumilova         | Ryssland  | 35.14,7 | 1                            | (0 + 0 + 0 + 1)              |
| 11        | Jekaterina Jurlova           | Ryssland  | 35.31,5 | 2                            | (0 + 0 + 2 + 0)              |
| 12        | Jana Gereková                | Slovakien | 35.33,2 | 2                            | (0 + 1 + 1 + 0)              |
| 13        | Jekaterina Glazyrina         | Ryssland  | 35.42,9 | 1                            | (0 + 0 + 0 + 1)              |
| 14        | Lisa Hauser                  | Österrike | 35.53,9 | 0                            | (0 + 0 + 0 + 0)              |
| 15        | Kaisa Mäkäräinen             | Finland   | 36.02,6 | 4                            | (3 + 0 + 0 + 1)              |
| 16        | Tiril Eckhoff                | Norge     | 36.03,2 | 4                            | (0 + 2 + 1 + 1)              |
| 17        | Krystyna Guzik               | Polen     | 36.06,6 | 2                            | (1 + 0 + 1 + 0)              |
| 18        | Fuyuko Suzuki                | Japan     | 36.07,1 | 2                            | (1 + 1 + 0 + 0)              |
| 19        | Magdalena Gwizdoń            | Polen     | 36.11,1 | 2                            | (0 + 0 + 1 + 1)              |
| 20        | Susan Dunklee                | USA       | 36.33,9 | 5                            | (1 + 1 + 2 + 1)              |
| 21        | Andreja Mali                 | Slovenien | 36.36,9 | 2                            | (0 + 0 + 0 + 2)              |
| 22        | Darja Virolainen             | Ryssland  | 36.42,6 | 5                            | (0 + 0 + 3 + 2)              |
| 23        | Weronika Nowakowska-Ziemniak | Polen     | 36.54,2 | 5                            | (0 + 1 + 2 + 2)              |
| 24        | Megan Heinicke               | Kanada    | 36.55,1 | 1                            | (1 + 0 + 0 + 0)              |
| 25        | Elisa Gasparin               | Schweiz   | 37.32,8 | 4                            | (3 + 0 + 0 + 1)              |
| 26        | Nastasja Dubarezava          | Belarus   | 37.42,1 | 5                            | (1 + 2 + 2 + 0)              |
| 27        | Dorothea Wierer              | Italien   | 37.52,1 | 6                            | (1 + 3 + 1 + 1)              |
| 28        | Olga Abramova                | Ukraina   | 38.09,2 | 6                            | (2 + 1 + 2 + 1)              |
| 29        | Veronika Vítková             | Tjeckien  | 38.40,6 | 6                            | (3 + 2 + 1 + 0)              |
| 30        | Dunja Zdouc                  | Österrike | 39.02,5 | 4                            | (1 + 0 + 1 + 2)              |